# Callicore astarte
Espèce
Callicore astarte est une espèce de lépidoptères (papillons) de la famille des Nymphalidae et de la sous-famille des Biblidinae et du genre Callicore.

## Dénomination
Callicore astarte a été décrit par Pieter Cramer en 1779 sous le nom initial de Papilio astarte.

### Noms vernaculaires
Callicore astarte se nomme Astarte Eighty-eight en anglais et Callicore astarte casta Blue-stitched Eighty-eight.

### Sous-espèces
- Callicore astarte astarte ; présent au Brésil, au Surinam et en Guyane.
- Callicore astarte antillena (Kaye, 1914); présent à Trinité-et-Tobago.
- Callicore astarte astartoides (Dillon, 1948); présent en Bolivie.
- Callicore astarte casta (Salvin, 1869); présent au Mexique
- Callicore astarte codomannus (Fabricius, 1781); présent au Brésil.
- Callicore astarte lilliputa (Dillon, 1948); présent en Colombie
- Callicore astarte otheres (Fruhstorfer, 1916); présent en Colombie
- Callicore astarte patelina (Hewitson, 1853); présent au Mexique, au Costa Rica et au Guatemala
- Callicore astarte selima (Guénee, 1872); présent au Brésil.
- Callicore astarte staudingeri (Dillon, 1948); présent au Venezuela.
- Callicore astarte stratiotes (C. & R. Felder, 1861); présent au Brésil[1].

## Description
Callicore astarte est un papillon d'une envergure d'environ 43 mm, au dessus des ailes antérieures avec une flaque de couleur orange à la base et le reste de l'aile marron à noir et des ailes postérieures bleu violet très largement bordées de marron à noir .
Le revers des ailes antérieures est semblable au dessus en plus clair alors que les ailes postérieures sont de couleur marron à noir ornementées de lignes beige dont une submarginale doublée d'une ligne de marques bleues et de points du même bleu dans un espace limité par une ligne beige.

## Écologie et distribution
Callicore astarte est présent au Mexique, au Guatemala, au Honduras, en Colombie, au Venezuela, à Trinité-et-Tobago, en Équateur, en Bolivie, au Pérou, au Brésil et en Guyane.

### Protection
Pas de statut de protection particulier.